# Isole Niua
Ongo Niua è una divisione di Tonga con 1 150 abitanti al censimento 2021. Il capoluogo è Hihifo.
Le isole Niua si trovano a circa 600 km a nord della capitale tongana Nukuʻalofa, 300-375 km a nord-ovest di Vavaʻu e 320-470 km a sud o sud-ovest di Samoa. L'area totale delle isole è 71,69 km2.
Niuafo'ou è geograficamente separata dalle altre isole, Niuatoputapu e Tafahi, situata a 200 km a ovest. 

## Suddivisioni amministrative
La divisione è suddivisa in 2 distretti:
- Niuafo'ou con una popolazione di 431
- Niuatoputapu con una popolazione di 719

per tre isole: Niuafo‘ou, Niuatoputapu e Tafahi.